# No. 1 Squadron RAF
Le Number 1 Squadron, également appelé No. 1 (Fighter) Squadron, est un escadron de la Royal Air Force. Ce fut la première unité de ce type à exploiter un avion VTOL et opère actuellement des avions Eurofighter Typhoon depuis la base RAF Lossiemouth.
La devise de l'escadron, In omnibus princeps (« Premier en toutes choses ») reflète le statut de l'escadron en tant qu'unité la plus ancienne de la RAF, ayant été impliquée dans la quasi-totalité des grandes opérations militaires britanniques de la Première Guerre mondiale à nos jours. Celles-ci incluent la Seconde Guerre mondiale, la crise de Suez, la guerre des Malouines, la guerre du Golfe, la guerre du Kosovo et l'opération Telic (Irak).

## Histoire

### 1878 à 1918
Les origines du No. 1 Squadron remontent à 1878 lorsque son prédécesseur, la No. 1 Balloon Company, est formé à l'Arsenal royal de Woolwich dans le cadre de la Balloon Section. Le 1er avril 1911, le bataillon aérien des Royal Engineers est créé. Le bataillon se compose initialement du No. 1 Company, Air Battalion, sous la responsabilité du premier officier commandant, le capitaine Edward Maitland.
Le 13 mai 1912, avec la création du Royal Flying Corps, la No. 1 Company of the Air Battalion est renommée No. 1 Squadron, Royal Flying Corps. Le 1er escadron est l'un des trois escadrons originaux du Royal Flying Corps. Toujours aux commandes, Maitland est promu major plusieurs jours après la création de l'escadron. Il conserve les dirigeables Beta et Gamma, en ajoutant Delta et Eta, ainsi que des cerfs-volants et quelques ballons sphériques. Cependant, en octobre 1913, une décision soudaine est prise pour un transfert de tous les dirigeables vers l'aile navale du RFC (qui devint le Royal Naval Air Service par dictat de l'Amirauté, et non par décision du Cabinet, le 1er juillet 1914). Tout en conservant les cerfs-volants, le 1er escadron est réorganisé en « parc d'aéronefs » pour le Corps expéditionnaire britannique.
Le 1er mai 1914, le major Charles Longcroft est nommé nouveau commandant d'escadron. Hormis quelques semaines comme surnuméraire en août et septembre 1914, Longcroft dirigea l'escadron jusqu'en janvier 1915.

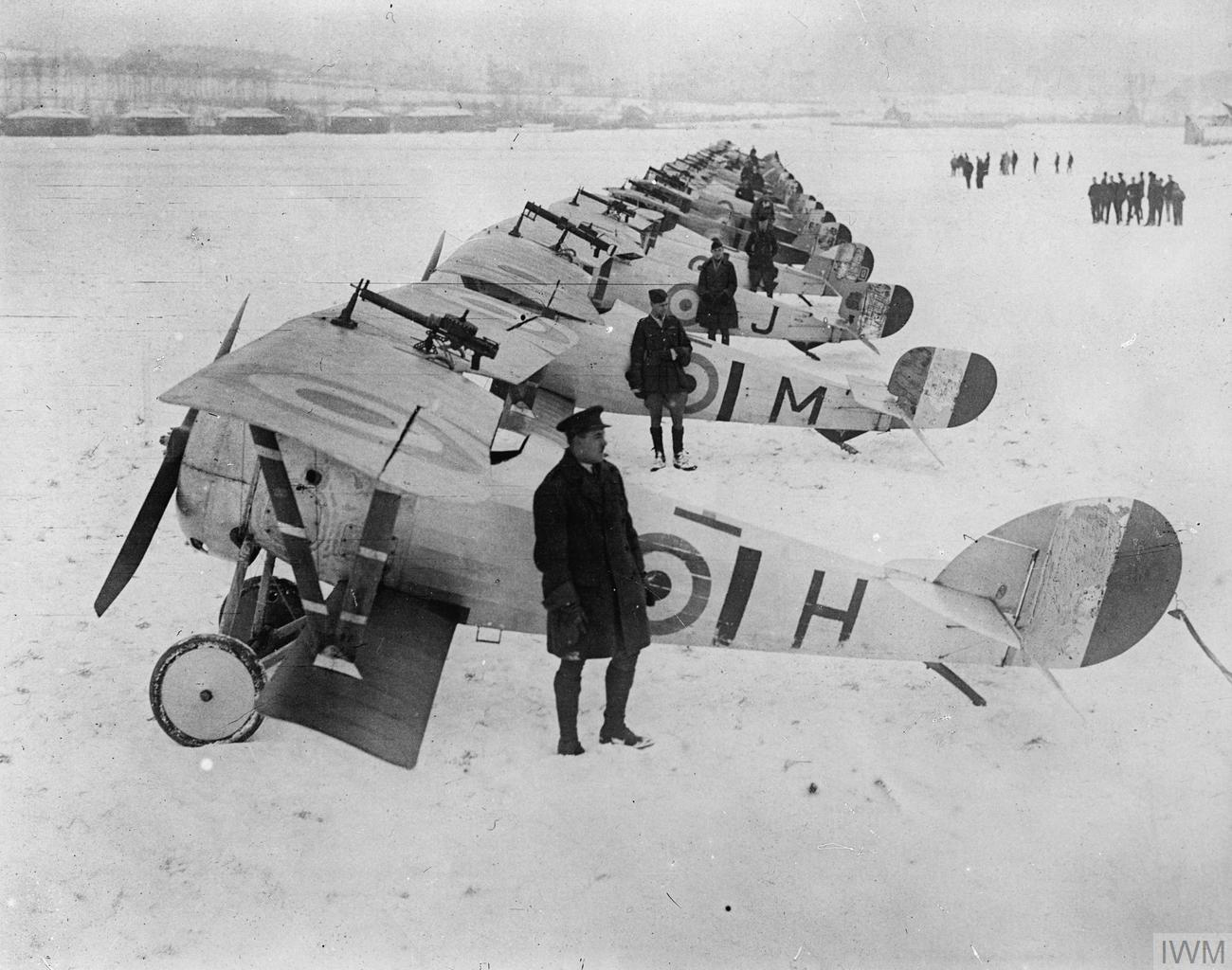
27 décembre 1917 : le 1er escadron de la RAF équipé des Nieuport 17 et des Nieuport 24 à Bailleul.

L'escadron est réformé en escadron d'avions en août 1914 et équipé d'un mélange d'Avro 504 et de Royal Aircraft Factory B.E.8 (en), rejoignant la France le 7 mars 1915. Il opère principalement dans le rôle de reconnaissance, avec quelques chasseurs monoplaces à des fins d'escorte. Il conserve des Morane Parasols pour la reconnaissance, jusqu'à devenir un escadron de chasse dédié le 1er janvier 1917, pilotant des Nieuport 17 et des Nieuport 27.
Les Nieuport obsolètes sont remplacés par des SE5as plus modernes en janvier 1918. Lors de son incorporation dans la RAF le 1er avril 1918, l'escadron conserve son numéro ; le No 1 Squadron du Royal Naval Air Service (RNAS) est déplacé pour devenir le No. 201 Squadron RAF.
Le No. 1 Squadron compte dans ses rangs pas moins de 31 as de l'aviation : comprenant Robert A. Birkbeck, Quintin Brand (plus tard vice-maréchal de l'air), Douglas Cameron, William Charles Campbell, Percy Jack Clayson, Edwin Cole, Philip F. Fullard (plus tard Air Commodore), Eustace Grenfell, Louis Fleeming Jenkin, Tom F. Hazell, Harold Albert Kullberg, Charles Lavers, Francis Magoun, Guy Borthwick Moore, Gordon Olley, Harry Rigby, William Wendell Rogers et William Rooper.

### Entre-deux-guerres
L'escadron revient au Royaume-Uni depuis la France en mars 1919, étant officiellement dissous le 20 janvier 1920. Le lendemain, il est reformé à Risalpur dans la frontière nord-ouest de l'Inde (qui fait maintenant partie du Pakistan), équipé du Sopwith Snipe à partir de janvier 1920. L'unité déménage à Hinaidi près de Bagdad en Irak en mai 1921, pour effectuer des tâches de maintien de l'ordre, en conservant ses Snipe, bien qu'ayant reçu un Nieuport Nighthawk (en) à moteur Bristol Jupiter pour évaluation. Il reste déployé en Irak, effectuant des mitraillages et des bombardements contre les forces tribales hostiles jusqu'en novembre 1926, date de sa dissolution.
Au début de 1927, il est réformé à la RAF Tangmere, dans le Sussex en tant qu'escadron de chasse de défense intérieure, équipé de l'Armstrong Whitworth Siskin. Après avoir reçu le Hawker Fury Mk.1 en février 1932, l'escadron acquit une réputation de voltige aérienne, donnant des démonstrations dans tout le Royaume-Uni et lors de la réunion aérienne internationale de Zurich en juillet 1937, où sa présentation impressionna, bien que surclassé par les Messerschmitt Bf 109 et Dornier Do 17 allemands, également exposés à Zurich. L'escadron se rééquipa du Hawker Hurricane Mk.I en octobre 1938.

### Seconde Guerre mondiale

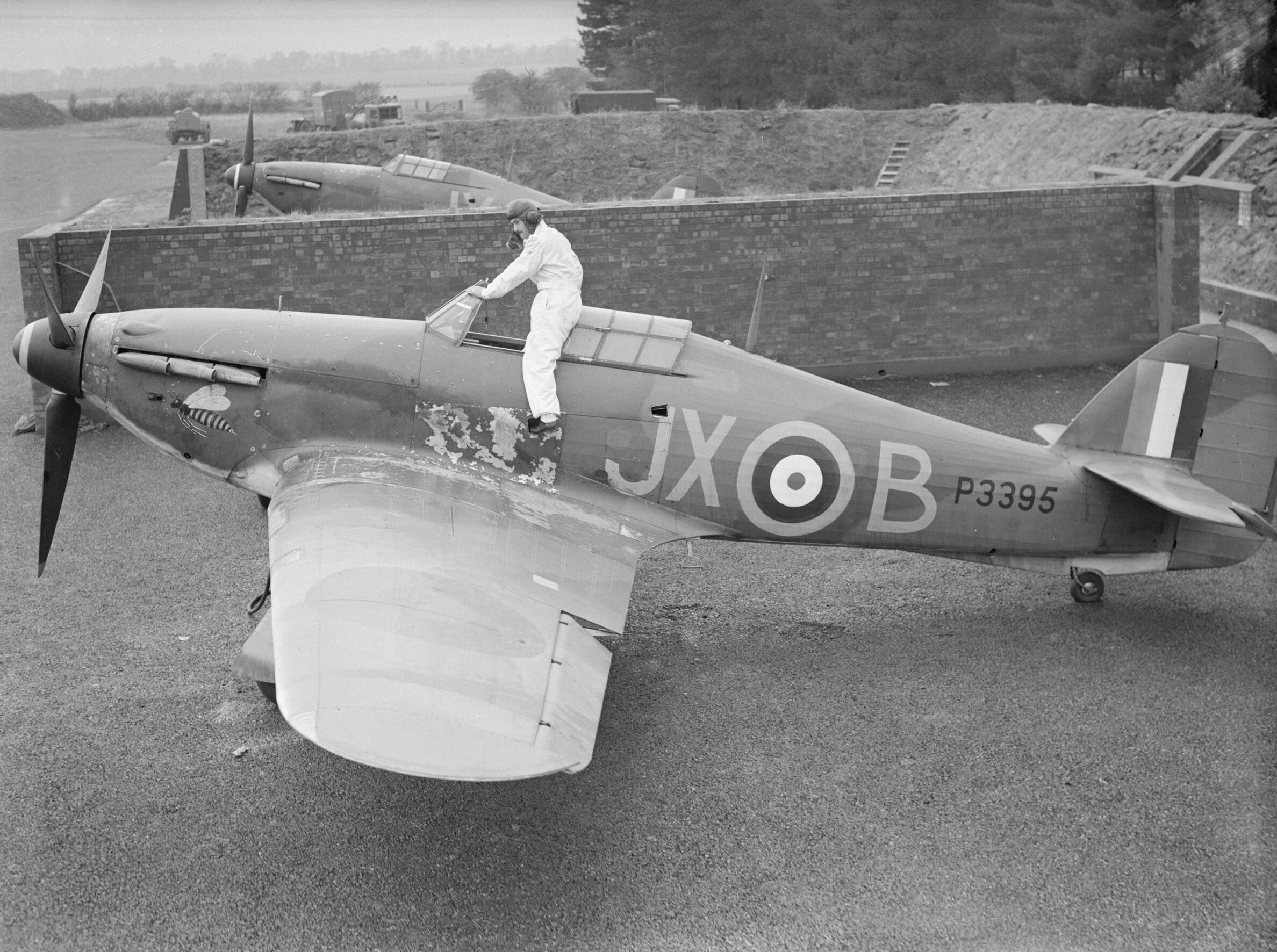
L'officier pilote Taffy Clowes monte dans son Hawker Hurricane Mk.I (P3395) de l'escadron n°1 à la base RAF Wittering en octobre 1940.

Au déclenchement de la Seconde Guerre mondiale en septembre 1939, l'escadron est déployé en France dans le cadre de la Force de frappe aérienne avancée de la RAF. En octobre, il survole pour la première fois le territoire ennemi et remporte bientôt sa première victoire en abattant un Dornier Do 17 le 31 octobre. D'autres succès sont remportés pendant la drôle de guerre, jusqu'à ce que la bataille de France éclate en mai 1940. En moins d'une semaine, l'escadron est bombardé depuis sa base de Berry-au-Bac, au nord-ouest de Paris. Une série de retraites suit, se terminant seulement lorsque l'escadron évacue de France le 18 juin, avec un retour à Tangmere le 23 juin.
En août 1940, l'escadron entre dans la bataille d'Angleterre et est fortement engagé jusqu'au 9 septembre, date à laquelle l'escadron fut transféré au No. 12 Group RAF et envoyé à la RAF Wittering (en) pour se remettre en état, se reposer et récupérer.
Il revient au No. 11 Group RAF au début de 1941 et est employé dans les balayages de chasseurs et les missions d'escorte de bombardiers. En février, il entame des missions « Rhubarb » (balayage à basse altitude en territoire occupé) et de vol de nuit, et est équipé du Hurricane IIA. Au cours de cette période, ses pilotes comprend le récipiendaire DFC Karel Kuttelwascher, pilote tchécoslovaque d'intrus nocturne le plus performant de la RAF.
L'escadron effectue des patrouilles nocturnes d'intrusion jusqu'en juillet 1942, date à laquelle il est équipé du chasseur-bombardier Hawker Typhoon et transféré à la RAF Acklington (en), dans le Northumberland, et revient aux opérations de jour.
L'escadron est équipé du Supermarine Spitfire Mk.IX en avril 1944, et en juin débute des patrouilles de lutte contre le V1, en abattant 39 durant cette période. L'unité participe à des missions dans la poche de Falaise, mitraillant des cibles d'opportunité. Plus tard dans l'année, il revient aux missions d'escorte de bombardiers, basé à Maldegem, puis participe au soutien de l'opération Market Garden : mission de parachutage aux Pays-Bas, puis en appui à la contre-offensive alliée dans les Ardennes. L'escadron largue des bombes de 115 kg sur des « points clés », dirigés par radar pour contrer les conditions météorologiques défavorables. En mai 1945, il est équipé de Spitfire Mk.XXI, mais ceux-ci ne seront utilisés de manière opérationnelle que pour couvrir les débarquements sur les îles Anglo-Normandes.

### Après-guerre
En 1946, l'escadron retourne à Tangmere et accueille de son premier avion à réaction, le Gloster Meteor. En octobre 1948, le major Robin Olds de l'USAF, dans le cadre du programme d'échange entre l'US Air Force et la Royal Air Force, est affecté et pilote le chasseur à réaction Meteor. Il servira finalement comme commandant de l'escadron à la RAF Tangmere, une affectation inhabituelle pour un étranger non membre du Commonwealth en temps de paix.
L'escadron est ensuite équipé du Hawker Hunter F.5, opérant depuis la RAF Akrotiri, à Chypre, pendant la crise de Suez en 1956. L'escadron est dissous le 23 juin 1958. Cependant, le 1er juillet 1958, il est ré-opérationnel en renumérotant l'escadron n ° 263 dans la base RAF Stradishall. Il déménage ensuite à la RAF Waterbeach où, aux mains d'avions Hunter FGA.9, l'unité opère dans le rôle d'attaque au sol dans le cadre du No. 38 Group RAF (en). L'escadron a continué dans ce rôle pendant les huit années suivantes, opérant à partir de Waterbeach puis de la RAF West Raynham (en). Le capitaine d'aviation Alan Pollock du No. 1 Squadron est responsable d'un incident lors d'une démonstration de vol à l'occasion du 50e anniversaire de la RAF en 1968.

### Harrier

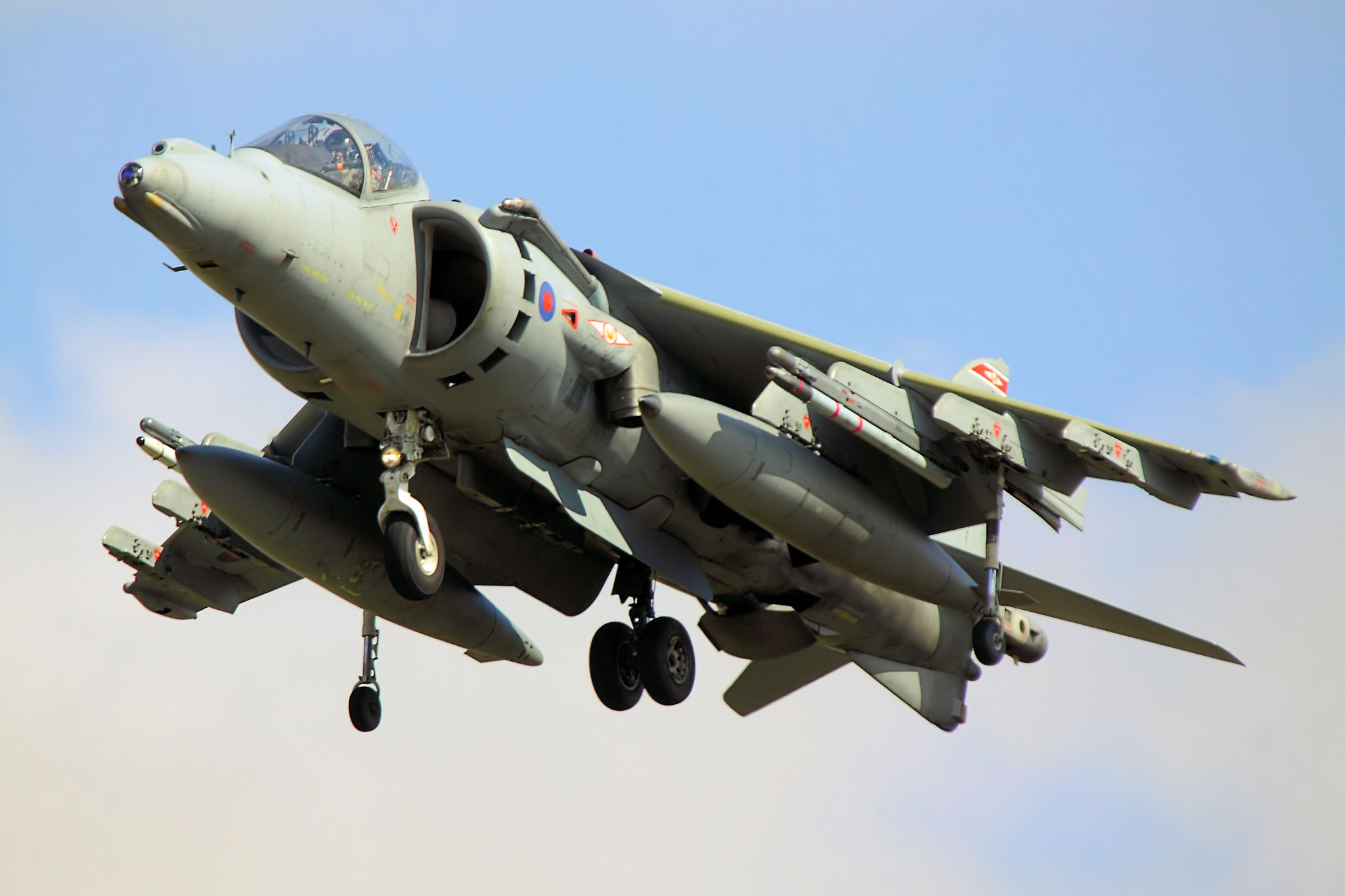
Un Harrier du 1er escadron opérant depuis la RAF Cottesmore.

Sous le commandement du chef d'escadron Bryan Baker, l'escadron devient le premier opérateur au monde d'un avion V/STOL avec l'arrivée du Hawker Siddeley Harrier en avril 1969, opérationnel l'année suivante. Un détachement du 1er escadron est déployé à bord du Carrier Battle Group (TG 317.8) du groupe de Falklands Task Force pendant la guerre des Malouines, opérant à partir du HMS Hermes et effectuant des missions d'attaque au sol contre les forces argentines,. Il remplace ses Harriers de première génération par des Harrier II à partir du 23 novembre 1988, déclaré pleinement opérationnel sur le Harrier GR.5 le 2 novembre 1989. L'escadron fait l'objet d'un épisode de la série documentaire de la BBC Defence of the Realm avant et pendant sa participation à la guerre de Bosnie dans le cadre de l'opération Deny Flight de l'OTAN. Pendant la guerre du Kosovo, l'escadron effectue des sorties dans le cadre de l'opération Allied Force de l'OTAN.
Le 1er escadron quitte la « home of the Harrier » de la RAF Wittering (en) pour la RAF Cottesmore (en) le 28 juillet 2000. Cette base deviendra le siège de tous les escadrons opérationnels de la RAF Harrier — No. 20 Squadron RAF, renuméroté plus tard No. 4 (R) Squadron, l'unité de conversion opérationnelle Harrier demeure à Wittering. Les escadrons ont tous deux effectué des missions pendant la guerre en Irak et reçu l'honneur de bataille « Irak 2003 ».
L'escadron a reçu un honneur de bataille en mars 2020, reconnaissant son rôle dans la guerre en Afghanistan.
L'un des résultats de l'examen stratégique de la défense et de la sécurité par le gouvernement de coalition en 2010 fut la décision de mettre les Harrier de la RAF hors service quasi immédiatement. Toutes les unités Harrier, y compris No. 1 (F) Squadron, ont cessé de voler sur Harrier le 15 décembre 2010, le No. 1 (F) Squadron se dissolvant officiellement le 28 janvier 2011.

### Typhoon

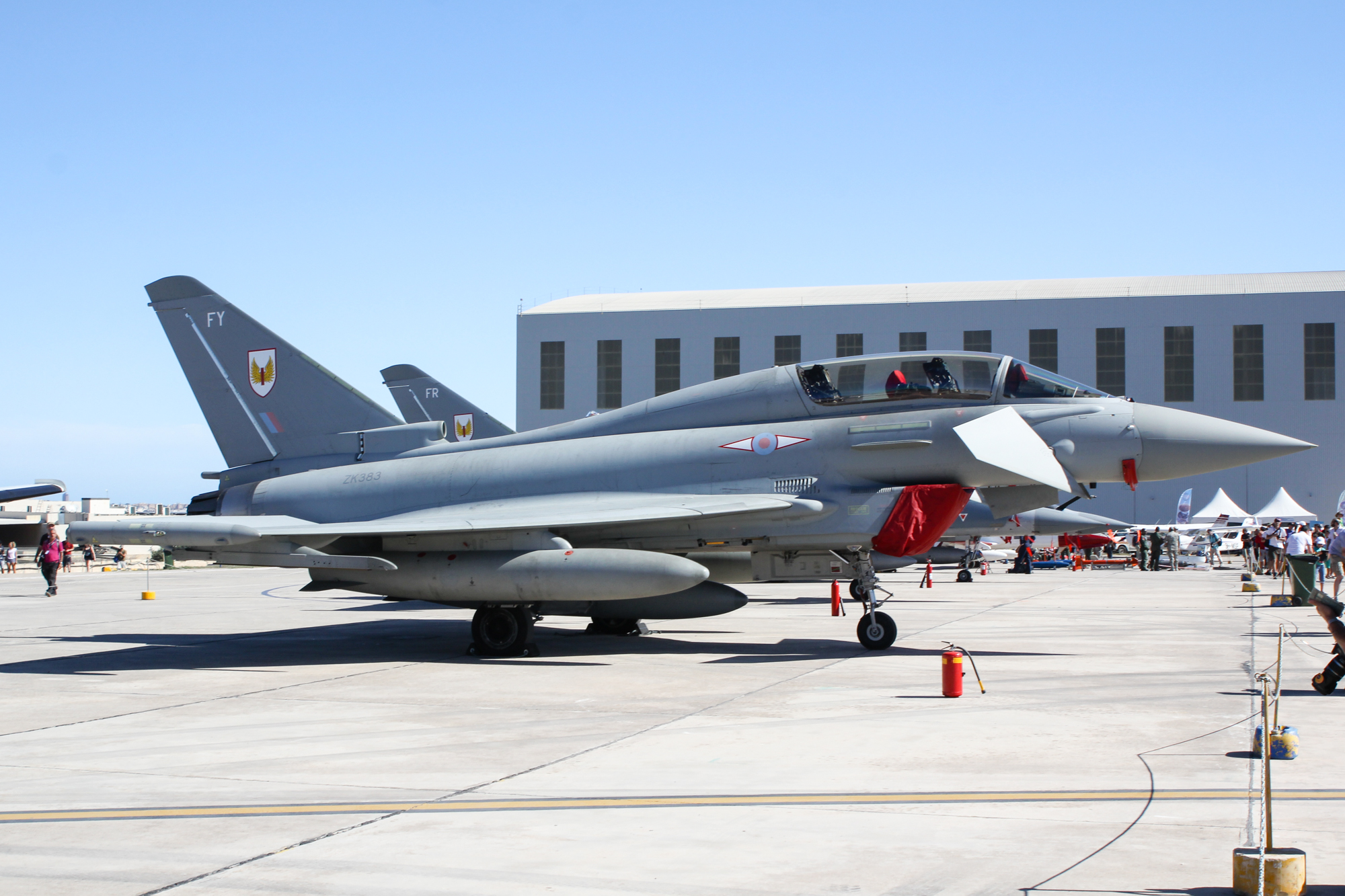
N° 1 (F) Escadron Eurofighter Typhoon T3 ZK383 au salon aéronautique international de Malte en 2015.

Le 15 septembre 2012, l'escadron se reforme avec des Eurofighter Typhoon, basés à la RAF Leuchars,. L'escadron participe à plusieurs exercices dans des pays étrangers, notamment l'exercice Shaheen Star aux Émirats arabes unis en janvier 2013 et l'exercice Bersama Shield en Malaisie en mars 2013.
Le 8 septembre 2014, le 1er escadron déménage à la RAF Lossiemouth, pour opérer aux côtés des 6e et 15e escadron, ainsi que du vol « D », du 202e escadron et du No. 5 Force Protection Wing RAF (en).
Le 14 novembre 2019, l'escadron déploie 4 chasseurs sur la base aérienne de Keflavik dans le cadre de la protection de l'espace aérien islandais par l'Otan. L'escadron déploie également 100 personnes supplémentaires pour soutenir l'escadron et les forces basées en Islande.

## Aéronefs exploités
- Avro 504 (1915–1916)
- B.E.8 (1915–1916)
- Morane Parasol (1915–1916)
- Nieuport 17 (1916–1917)
- Nieuport 27 (1917–1918)
- SE5a (1918–1920)
- Sopwith Snipe (1920–1927)
- Armstrong Whitworth Siskin (1927–1933)
- Hawker Fury (1933–1937)
- Hawker Hurricane (1937–1943)
- Hawker Typhoon (1943–1944)
- Supermarine Spitfire (1944–1950)
- Gloster Meteor F.8 (1950–1957)
- Hawker Hunter F.5/F.6/FGA.9/T.7 (1957–1970)
- Hawker Siddeley Harrier GR.1 and GR.3 (1969–1989)
- British Aerospace Harrier GR5, GR7 and GR9 (1988–2010)
- Eurofighter Typhoon FGR4 (2012 – présent)

## Commandants
Liste des commandants du 1er escadron, y compris la date de nomination, provenant de Halley, Shaw, et Franks & O'Connor.
- Major E M Maitland (13 mai 1912)
- Major C A H Longcroft (1er mai 1914)
- Major W G H Salmond (28 janvier 1915)
- Major P B Joubert de la Ferté (19 août 1915)
- Major G F Pretyman (24 novembre 1915)
- Major G C St P de Dombasle (24 décembre 1916)
- Major A Barton-Adams (20 juin 1917)
- Major W E Young (3 août 1918)
- Squadron Leader J O Andrews (21 janvier 1920)
- Squadron Leader J B Graham (18 septembre 1920)
- Squadron Leader G G A Williams (10 novembre 1922)
- Squadron Leader E O Grenfell (8 octobre 1923)
- Squadron Leader E D Atkinson (25 mai 1924)
- Squadron Leader C N Lowe (19 avril 1926)
- Squadron Leader E D Atkinson (11 avril 1927)
- Squadron Leader E O Grenfell (19 mars 1928)
- Squadron Leader C B S Spackman (27 juillet 1931)
- Squadron Leader R W Chappell (21 novembre 1933)
- Squadron Leader C W Hill (1er octobre 1934)
- Flight Lieutenant T N McEvoy (par intérim) (31 janvier 1936)[37]
- Squadron Leader C W Hill (1er décembre 1936)
- Squadron Leader F R D Swain (12 avril 1937)
- Squadron Leader I A Bertram (15 janvier 1938)
- Squadron Leader P J H Halahan (17 avril 1939)
- Squadron Leader D A Pemberton (24 mai 1940)
- Squadron Leader M H Brown (10 novembre 1940)
- Squadron Leader R E P Brooker (23 avril 1941)
- Squadron Leader J A F MacLachlan (3 novembre 1941)
- Squadron Leader R C Wilkinson (31 juillet 1942)
- Squadron Leader A Zweigbergh (30 mai 1943)
- Squadron Leader J Checketts (3 avril 1944)
- Squadron Leader H P Lardner-Burke (29 avril 1944)
- Squadron Leader D G S R Cox (11 janvier 1945)
- Squadron Leader R S Nash (21 avril 1945)
- Squadron Leader H R Allen (9 janvier 1946)
- Squadron Leader C H MacFie (26 octobre 1946)
- Flight Lieutenant N H D Ramsey (par intérim) (7 mai 1947)
- Squadron Leader T R Burne (15 juillet 1947)
- Major R Olds (USAF) (4 février 1949)
- Squadron Leader T R Burne (1er octobre 1949)
- Major D F Smith (USAF) (10 janvier 1950)
- Squadron Leader J L W Ellacombe (18 août 1950)
- Squadron Leader R B Morison (21 novembre 1952)
- Squadron Leader D I Smith (27 juillet 1953)
- Squadron Leader F W Lister (1er décembre 1953)
- Flight Lieutenant H Irving (par intérim) (1er juin 1955)
- Squadron Leader R S Kingsford (8 août 1956)
- Squadron Leader L de Garis, AFC (5 juillet 1958)
- Squadron Leader J J Phipps (1er décembre 1958)
- Squadron Leader P V Pledger (1er janvier 1961)
- Squadron Leader F L Travers-Smith (1er janvier 1963)
- Squadron Leader D C G Brook (28 décembre 1964)
- Squadron Leader G. Jones (1er novembre 1966)
- Squadron Leader L A B Baker (20 septembre 1968)
- Wing commander J A Mansell (10 avril 1969)
- Squadron Leader L A B Baker (21 mai 1969)
- Wing Commander D Allison (4 août 1969)
- Squadron Leader L A B Baker (octobre 1969)
- Wing Commander K W Hayr (1er janvier 1970)
- Wing Commander E J E Smith (6 janvier 1972)
- Wing Commander P P W Taylor (3 décembre 1973)
- Wing Commander J G Saye (9 juillet 1976)
- Wing Commander R B Duckett (17 juillet 1978)
- Wing Commander P T Squire (26 mars 1981)
- Wing Commander J D L Feesey (23 décembre 1983)
- Wing Commander I M Stewart (13 juin 1986)
- Wing Commander I R Harvey (3 octobre 1988)
- Wing Commander C C N Burwell (17 mai 1991)
- Wing Commander D Walker (29 avril 1994)
- Wing Commander M A Leakey (18 mars 1996)
- Wing Commander I Cameron (par intérim) (26 novembre 1997)
- Wing Commander A Golledge (9 janvier 1998)
- Wing Commander S M Bell (26 octobre 1999)
- Wing Commander M E Sampson (juin 2004)[38]
- Wing Commander K A Lewis (1er novembre 2006)
- Wing Commander D F Haines (31 octobre 2008)
- Wing Commander M Flewin (15 septembre 2012)[29]
- Wing Commander M Sutton (9 octobre 2014)